# Triumfbågen, Pyongyang

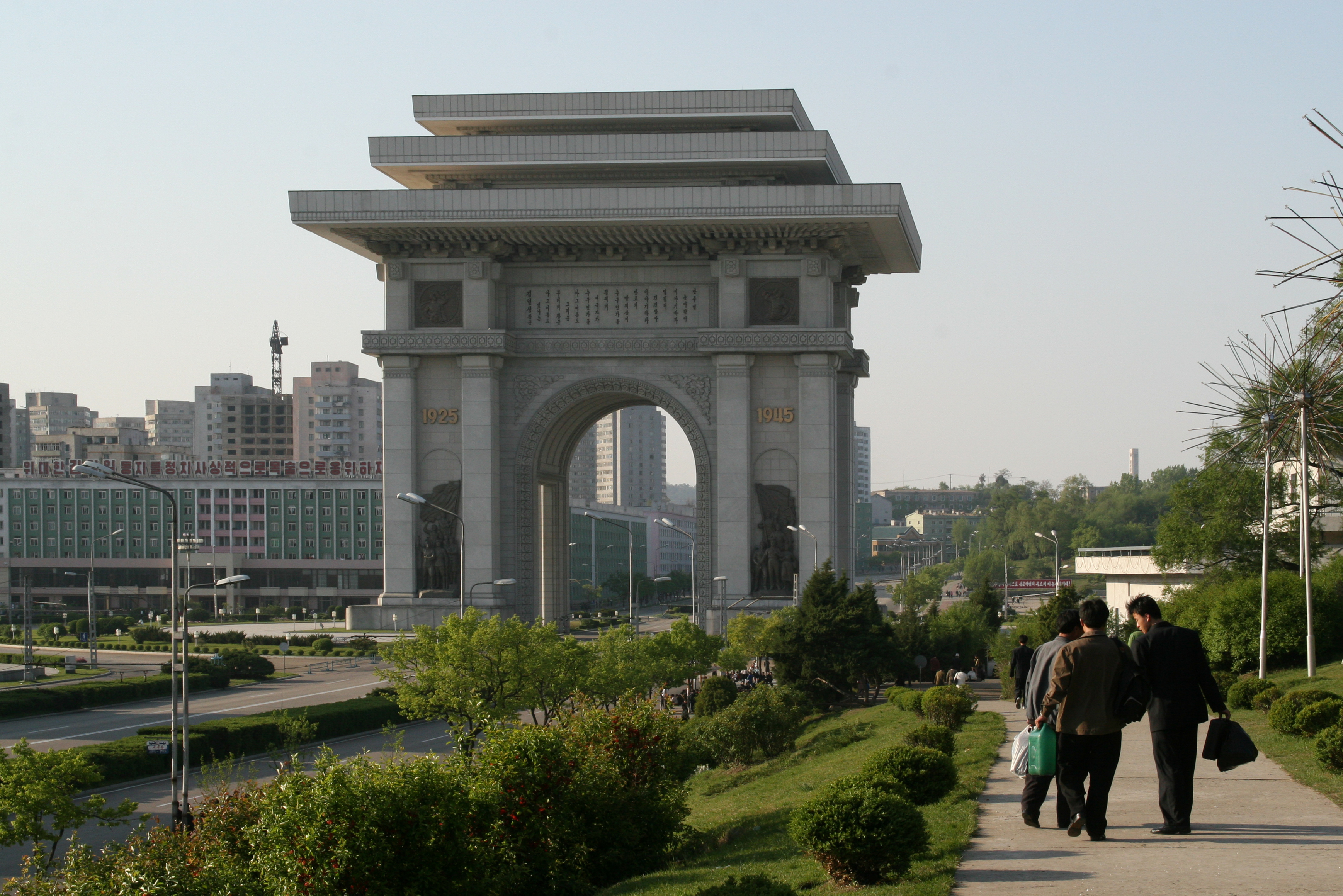
Triumfbågen i Pyongyang.

Triumfbågen (koreanska: 개선문) i Pyongyang, Nordkorea, är ett minnesmärke över det koreanska motståndet mot den japanska ockupationen 1925-1945. Triumfbågen restes 1982 för att hylla och ära president Kim Il-sungs roll i motståndet mot Japan. Den invigdes i samband med Kims 70-årsdag, och består av 25 500 vita granitblock, vilka vart och ett representerar en dag i hans liv fram till 70-årsdagen.
Bågen är världens högsta triumfbåge, tillika större än sin franska förebild.